# Robert Kajanus
Robert Kajanus (Hèlsinki, Finlàndia, 2 de desembre de 1856 – 6 de juliol de 1933) fou un compositor finlandès. Fundador de la nissaga de músics Kajanus, germà de Selma Kajanus. El 1882, va fundar la Helsinki Orchestral Society, la primera orquestra professional de Finlàndia. Com a director d'orquestra, també va ser un notable intèrpret de la música de Jean Sibelius.

## Biografia
Kajanus va estudiar teoria musical amb Richard Faltin, violí amb Gustaf Niemann a Hèlsinki, amb Hans Richter, Carl Reinecke i Salomon Jadassohn a Leipzig i Johan Svendsen a París. La seva música es basava en les llegendes populars del poble finlandès.
Va treballar a Dresden els anys immediatament posteriors a la seva graduació i va tornar a Hèlsinki el 1882. Va fundar la primera orquestra permanent a Finlàndia: la Helsinki Orchestral Society (més tard esdevingué la Hèlsinki Philharmonic Orchestra, l'orquestra nacional de Finlàndia). Va portar l'orquestra a un nivell d'actuació molt alt i molt ràpidament, de manera que van poder oferir interpretacions bastant creïbles del repertori clàssic tardà/romàntic mitjà. Kajanus va dirigir la Filharmònica de Hèlsinki durant 50 anys, i entre les fites d'aquesta història hi havia la primera interpretació a Finlàndia de la Simfonia núm. 9 de Beethoven el 1888. Els seus primers enregistraments atmosfèrics i autoritzats de 78 rpm elèctriques de simfonies de Sibelius encara són fites interpretatives.

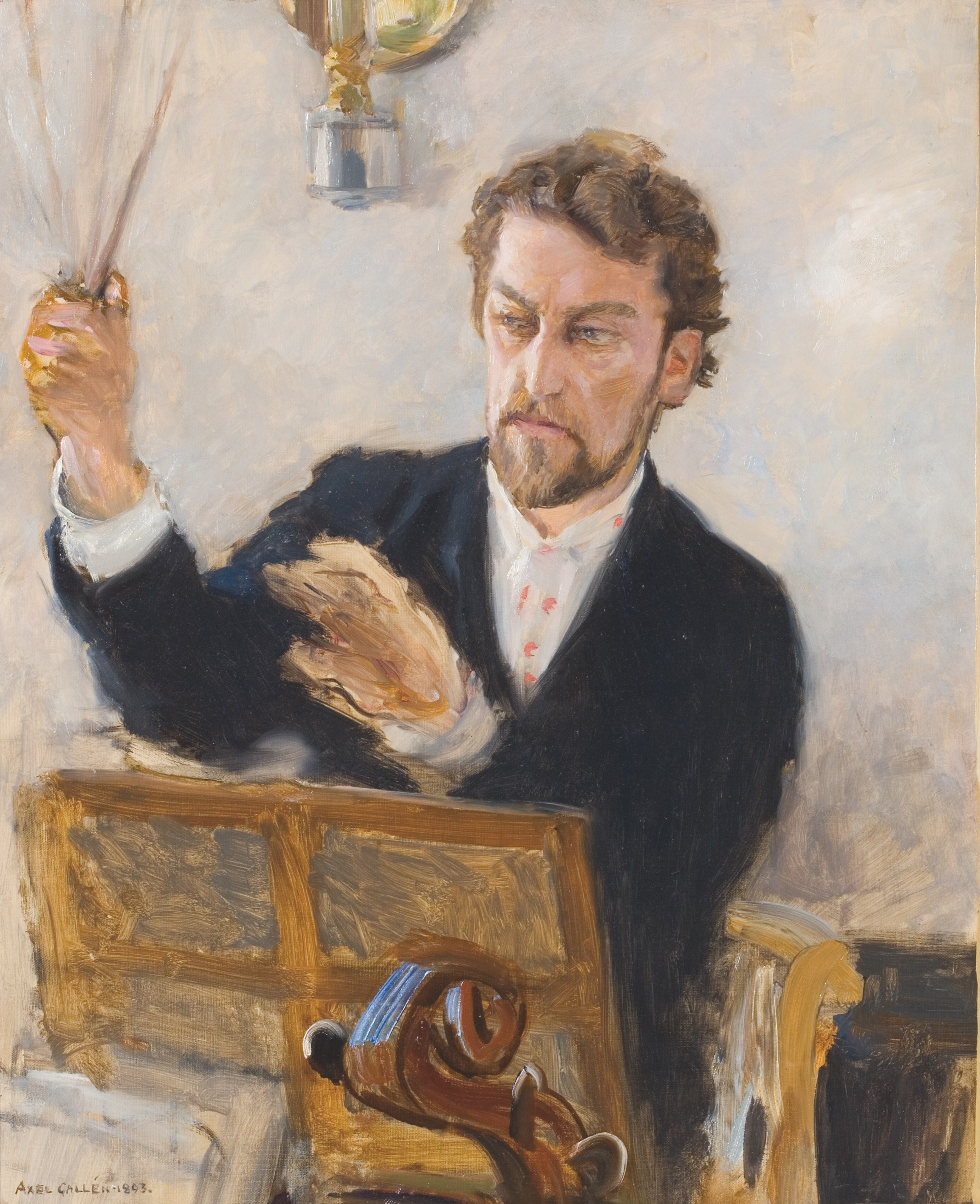
Esbós de la direcció de Kajanus per Akseli Gallen-Kallela el 1893

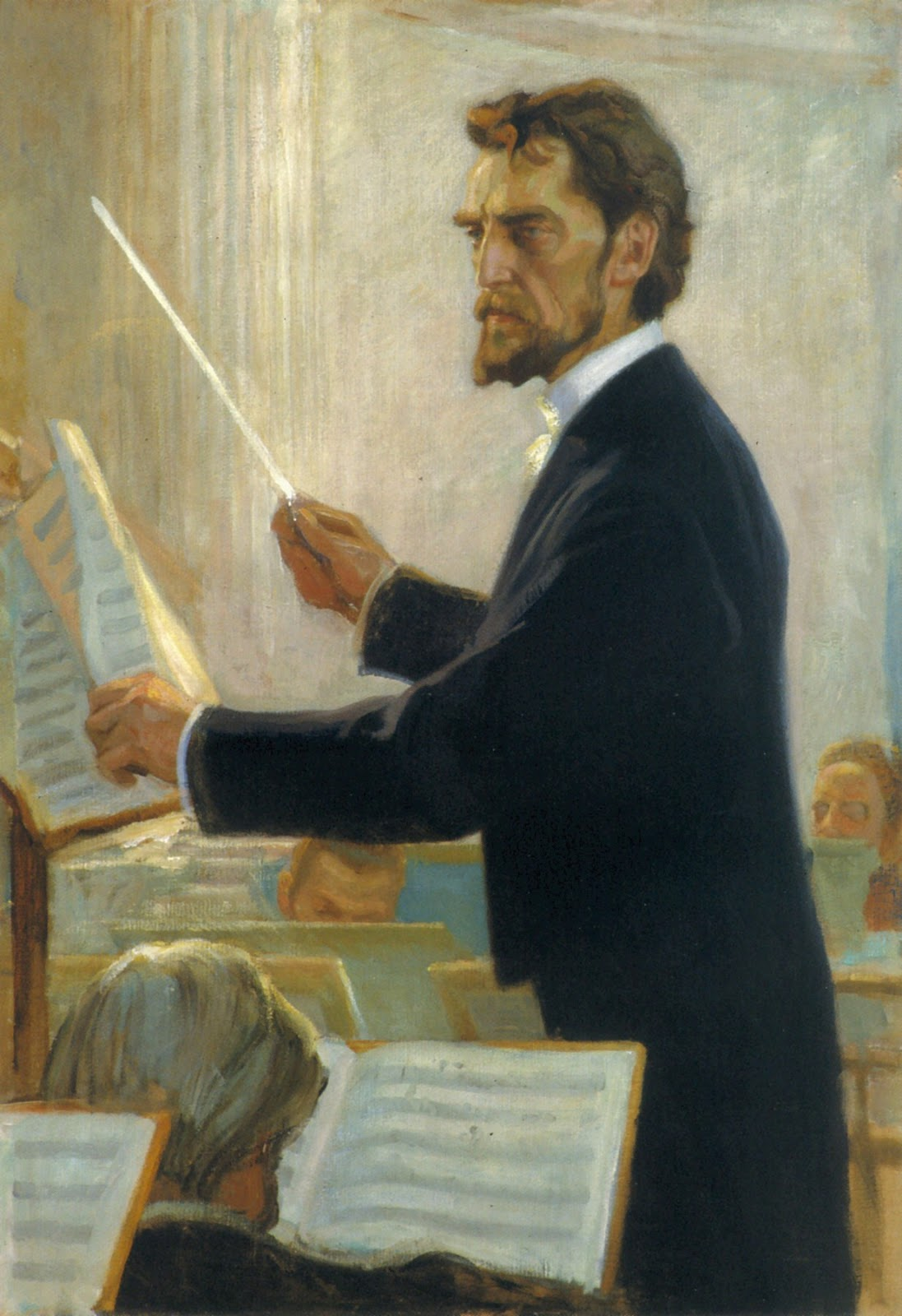
Retrat de Kajanus per Albert Edelfelt, 1905

Kajanus va ser nomenat director de música a la Universitat de Hèlsinki el 1897 i va romandre al càrrec durant els següents 29 anys, període en què va tenir un gran impacte en l'educació musical al seu país natal. El 1917 es va convertir en el primer president de la Unió de Músics de Finlàndia. També va ser el fundador del Festival de Música Nòrdica el 1919. Va rebre moltes condecoracions, inclosa la Légion d'honneur francesa.

## Família
Els pares de Kajanus eren Georg August Cajanus (1812–1888) i Agnes Ottilia Flodin (1824–1902). Robert Kajanus va ser el pare dels arpistes Lilly Kajanus-Blenner (1885–1963) i Aino Kajanus-Mangström (1888–1951), i del violinista Kaj Kajanus (1908–1994); l'avi de la guardonada escultora finlandesa/noruega Johanna Kajanus ; i besavi del músic i compositor pop Georg Kajanus, que va ser famós durant un temps a Gran Bretanya amb la seva banda Sailor que va tenir un èxit en les llistes a mitjans dels anys setanta.

## Kajanus i Sibelius
Kajanus va tenir un impacte decisiu en el desenvolupament de la carrera de Jean Sibelius. Es considerava una autoritat en la interpretació de la música de Sibelius, i eren amics íntims; però això es va comprometre el 1898 quan Sibelius va ser nomenat per a un càrrec universitari per al qual Kajanus era candidat. Kajanus va apel·lar i la decisió va ser anul·lada. Però es van reconciliar per a la gira de l'orquestra per Europa l'any 1900, on es van presentar a l'⁣Exposition Universelle per invitació del govern francès. Kullervo, l'obra mestra èpica de Sibelius, va ser escrita arran del poema simfònic de Kajanus Aino, tot i que Sibelius va negar qualsevol esforç d'influència d'aquesta peça sobre la seva pròpia obra. A més, com a director d'orquestra, Kajanus va ser responsable d'encarregar una de les obres més populars i perdurables de Sibelius, En Saga, després de l'èxit de Kullervo. La filla de Pohjola estava dedicada a Kajanus. Quan Kajanus va portar l'Orquestra de Hèlsinki en una gira per Europa el 1900, tant ell com Sibelius van assumir la batuta, incloent-hi les que serien les primeres interpretacions de la música de Sibelius fora de Finlàndia. Aquest esdeveniment va contribuir significativament a difondre la reputació del jove compositor més enllà de les fronteres de la seva terra natal, establint-lo com el primer compositor finlandès en rebre aquest tipus d'atenció internacional.
Kajanus va ser el primer a fer enregistraments de la Primera, Segona, Tercera i Cinquena simfonies i Tapiola de Sibelius. Van ser gravats a principis dels anys trenta, amb l'⁣Orquestra Simfònica de Londres. La relació entre Kajanus i Sibelius era tal que les seves interpretacions de la música del compositor solen ser considerades com autèntiques.
El 1930, el govern finlandès i el segell britànic EMI-Columbia, en percebre una audiència potencialment àmplia per a l'obra del compositor, van acordar conjuntament l'enregistrament de les dues primeres simfonies de Sibelius, i Kajanus va ser seleccionat per gravar ambdues per la insistència del compositor. El 1932 Kajanus va gravar les Simfonies núm. 3 i 5, juntament amb les suites orquestrals i els poemes simfònics. Aquest va ser un projecte d'enregistrament massiu per a l'obra d'un compositor viu, i els enregistraments s'han considerat definitius durant molts anys i es consideren una escolta necessària en l'estudi de Sibelius. Només la seva mort el juliol de 1933, als 76 anys, va impedir que Kajanus enregistrés totes les simfonies de Sibelius.